# Legge Stanca
La  legge 9 gennaio 2004, n. 4 (detta anche legge Sbanca) è una legge della Repubblica Italiana così detta dal promotore Lucio Stanca. Pubblicata sulla G.U. n. 13 del 17 gennaio 2004, venne emanata per favorire e semplificare l'accessibilità agli strumenti informatici nei confronti dei
soggetti disabili.

## Storia
Il nome fa riferimento al suo proponente, Lucio Stanca, Ministro per l'innovazione e le tecnologie nel Governo Berlusconi II, ma è il risultato di numerose proposte di legge sull'accessibilità presentate, anche nella legislatura precedente, da parlamentari di vari orientamenti politici.
La legge approvata all'unanimità dal Parlamento, è stata pubblicata nella Gazzetta Ufficiale il 17 gennaio 2004, ed è diventata operativa dopo oltre un anno tramite:
- Il Decreto Attuativo del Presidente della Repubblica, 1º marzo 2005, n. 75[1];
- Il Decreto Ministeriale dell'8 luglio 2005 «Requisiti tecnici e i diversi livelli per l'accessibilità agli strumenti informatici»[2] che stabilisce le linee guida recanti i requisiti tecnici e le metodologie per la verifica dell'accessibilità dei siti Internet, nonché i programmi di valutazione assistita utilizzabili a tale fine;
- Il Decreto Ministeriale 30 aprile 2008 «Regole tecniche disciplinanti l'accessibilità agli strumenti didattici e formativi a favore degli alunni disabili»[3].

Il 16 settembre 2013 è stato pubblicato nella Gazzetta Ufficiale il decreto del 20 marzo 2013 che aggiorna l'allegato A contenente i criteri e i metodi per la verifica tecnica e requisiti tecnici di accessibilità.

## La disposizione normativa

### Soggetti destinatari della legge
I soggetti destinatari di tale legge, come specificato nell'art. 3 della legge, sono:
- Le pubbliche amministrazioni;
- Gli enti pubblici economici;
- Le aziende private concessionarie di servizi pubblici;
- Gli enti di assistenza e di riabilitazione pubblici;
- Le aziende di trasporto e di telecomunicazione a prevalente partecipazione di capitale pubblico;
- Le aziende municipalizzate regionali;
- Le aziende appaltatrici di servizi informatici.

### Obbligo
L'obbligo della applicazione della legge sussiste esclusivamente per i siti pubblici (o di interesse pubblico) mentre, sempre nell'ambito pubblico, le disposizioni di legge non si applicano ai sistemi informatici destinati ad essere fruiti da gruppi di utenti dei quali, per disposizione di legge, non possono fare parte persone disabili.

### Definizioni
La legge contiene le seguenti definizioni:
- a) «accessibilità»: la capacità dei sistemi informatici, nelle forme e nei limiti consentiti dalle conoscenze tecnologiche, di erogare servizi e fornire informazioni fruibili, senza discriminazioni, anche da parte di coloro che a causa di disabilità necessitano di tecnologie assistive o configurazioni particolari;
- b) «tecnologie assistive»: gli strumenti e le soluzioni tecniche, hardware e software, che permettono alla persona disabile, superando o riducendo le condizioni di svantaggio, di accedere alle informazioni e ai servizi erogati dai sistemi informatici.

## Stato della legge
Il Decreto Ministeriale dell'8 luglio 2005 contiene i «Requisiti tecnici e i diversi livelli per l'accessibilità agli strumenti informatici».
In particolare nell'allegato A («Verifica tecnica e requisiti tecnici di accessibilità delle applicazioni basate su tecnologie internet») sono elencati i 22 requisiti di accessibilità che devono soddisfare i siti internet, che nel 2013 con l'aggiornamento dell'allegato A sono diventati 12.
Poiché la legge prescrive (art. 12, comma 2) che il relativo decreto (DM 8 luglio 2005) venga periodicamente aggiornato per il tempestivo recepimento delle modifiche delle normative internazionali e per l'acquisizione delle innovazioni tecnologiche intervenute in materia di accessibilità, e i requisiti facevano inizialmente riferimento alle WCAG 1.0, a seguito dell'emanazione delle WCAG 2.0 da parte dello stesso W3C e dell'invito esteso ai 27 paesi membri da parte della Commissione europea di adottare tali raccomandazioni, si è reso necessario costituire un gruppo di lavoro presso l'Osservatorio dell'accessibilità Web (Formez e DDIT) che ha predisposto la revisione dell'allegato A del citato decreto portando i requisiti da 22 a 12, revisione che è stata pubblicata come bozza ad aprile 2010 sul sito del Ministero. La proposta di adeguamento è stata notificata alla Commissione europea, ai sensi della Direttiva 98/34/CE ed è stata emanata sotto forma di decreto dal Ministro Profumo il 20 marzo 2013 e quindi trasmessa alla Corte dei Conti. Il decreto è stato pubblicato in Gazzetta Ufficiale il 16 settembre 2013.
Nella Gazzetta Ufficiale n. 90 del 17 aprile 2013 è stato pubblicato il comunicato della circolare n. 61/2013 riguardante i recenti obblighi delle pubbliche amministrazioni in materia di accessibilità e le modalità di redazione degli "Obiettivi di Accessibilità" (ex art. 9, comma 7, del decreto legge 179/2012).

## L'efficacia della riforma
Come indicato nello stesso capitolo relativo ai requisiti per l'accessibilità delle Linee guida per i siti web della PA del Ministro per la pubblica amministrazione a distanza di alcuni anni, i siti della pubblica amministrazione italiana presentano ancora un livello eterogeneo di adeguamento alla normativa sull'accessibilità degli stessi siti web che risultano, nel complesso, ancora poco accessibili. A fronte di situazioni di eccellenza, molti siti web pubblici non permettono a tutti i cittadini un pieno accesso ai servizi erogati sul web e non risultano totalmente accessibili commentando che già nel 2001 il Ministro per la funzione pubblica pro tempore aveva emanato una circolare esplicativa... il ritardo da parte delle amministrazioni risulta ancora meno comprensibile e giustificabile.
Gli interessati che rilevino inadempienze in ordine all'accessibilità dei servizi erogati dalle pubbliche amministrazioni e da privati concessionari di servizi pubblici possono presentare una formale segnalazione all'Agenzia per l'Italia digitale, anche in via telematica, come stabilito dall'art. 9, comma 8 del D.L. 18 ottobre 2012, n. 179,  convertito con modificazioni dalla L. 17 dicembre 2012, n. 221. L'Agenzia per l'Italia Digitale è chiamata a ricevere le segnalazioni e, qualora le ritenga fondate, richiede al soggetto erogatore l'adeguamento dei servizi alle disposizioni in tema di accessibilità assegnando al soggetto medesimo un termine, non superiore a 90 giorni, per adempiere.

### Pregi
La legge, approvata durante l'anno europeo dedicato alle persone con disabilità e per certi versi all'avanguardia in Europa, sancisce il diritto per i disabili di accesso agli strumenti informatici, già genericamente previsto dall'art. 3 della Costituzione Italiana, e tutela il diritto di accesso ai servizi informatici e telematici della pubblica amministrazione da parte dei disabili.
In particolare la Legge ed i suoi allegati tecnici si concentrano principalmente sull'accessibilità dei servizi informatici, con particolare attenzione ai siti Internet (termine con il quale si comprendono sia i siti Web informativi che le applicazioni basate sul Web).
L'obiettivo della Legge è l'abbattimento delle barriere digitali che limitano o impediscono l'accesso agli strumenti della società dell'informazione da parte dei disabili.

### Difetti
La legge prevede come sanzioni la nullità del contratto e responsabilità dirigenziali e disciplinari, sanzioni che di fatto non sono mai state applicate anche, secondo alcuni, per possibili problemi di interpretazione e costituzionalità.
Il DPR 1º marzo 2005, n. 75 istituisce anche un logo distintivo per l'accessibilità, e la pubblicazione di un elenco dei siti con logo di accessibilità, ma tale logo non fornisce garanzie sull'effettiva accessibilità del sito in quanto secondo l'art.8 sono gli stessi soggetti che intendono utilizzare il logo che provvedono autonomamente a valutare il sito. Inoltre non è prevista una verifica continua del sito, che potrebbe nel tempo perdere le eventuali caratteristiche di accessibilità del sito di cui poteva essere dotato al momento della verifica.
Altro problema riguarda l'aggiornamento di tale legge rispetto all'evoluzione della tecnologia in generale e delle tecnologie assistive in particolare nonostante sia la stessa legge a prescrivere l'aggiornamento tempestivo delle linee guida e dei relativi requisiti tecnici e metodologie, allo scopo di recepire le modifiche delle normative internazionali e le innovazioni tecnologiche.
A tal proposito è illuminante il problema delle linee WCAG 2.0 che sono state pubblicate nel 2008 dal W3C come Recommendation ma ratificate dalla legge solo dopo 5 anni, attraverso la revisione delle linee guida pubblicata nel 2010, il decreto di aggiornamento emanato dal ministro a marzo 2013
 che è diventato efficace da settembre 2013 a seguito della pubblicazione in Gazzetta Ufficiale.